# Guîtres
Guîtres je naselje in občina v jugozahodnem francoskem departmaju Gironde regije Akvitanije. Leta 2008 je naselje imelo 1.637 prebivalcev.

## Geografija
Naselje leži v pokrajini Gujeni ob reki Isle in njenih dveh pritokih, Lary in Galostre, 46 km severovzhodno od Bordeauxa.

## Uprava
Guîtres je sedež istoimenskega kantona, v katerega so poleg njegove vključene še občine Bayas, Bonzac, Lagorce, Lapouyade, Maransin, Sablons, Saint-Ciers-d'Abzac, Saint-Denis-de-Pile, Saint-Martin-de-Laye, Saint-Martin-du-Bois, Savignac-de-l'Isle in Tizac-de-Lapouyade s 14.998 prebivalci.
Kanton Guîtres je sestavni del okrožja Libourne.

## Zanimivosti
- cerkev Notre-Dame de Guîtres, prvotno del benediktinske opatije iz 12. do 14. stoletja, porušene v letu 1774, zvonik obnovljen sredi 19. stoletja, francoski zgodovinski spomenik,
- vodnjak Henrika IV. iz 17. stoletja,
- železniški muzej.

## Pobratena mesta
- Schladen (Spodnja Saška, Nemčija);